# 1648
1648 (MDCXLVIII) var ett skottår som började en onsdag i den gregorianska kalendern och ett skottår som började en lördag i den julianska kalendern.

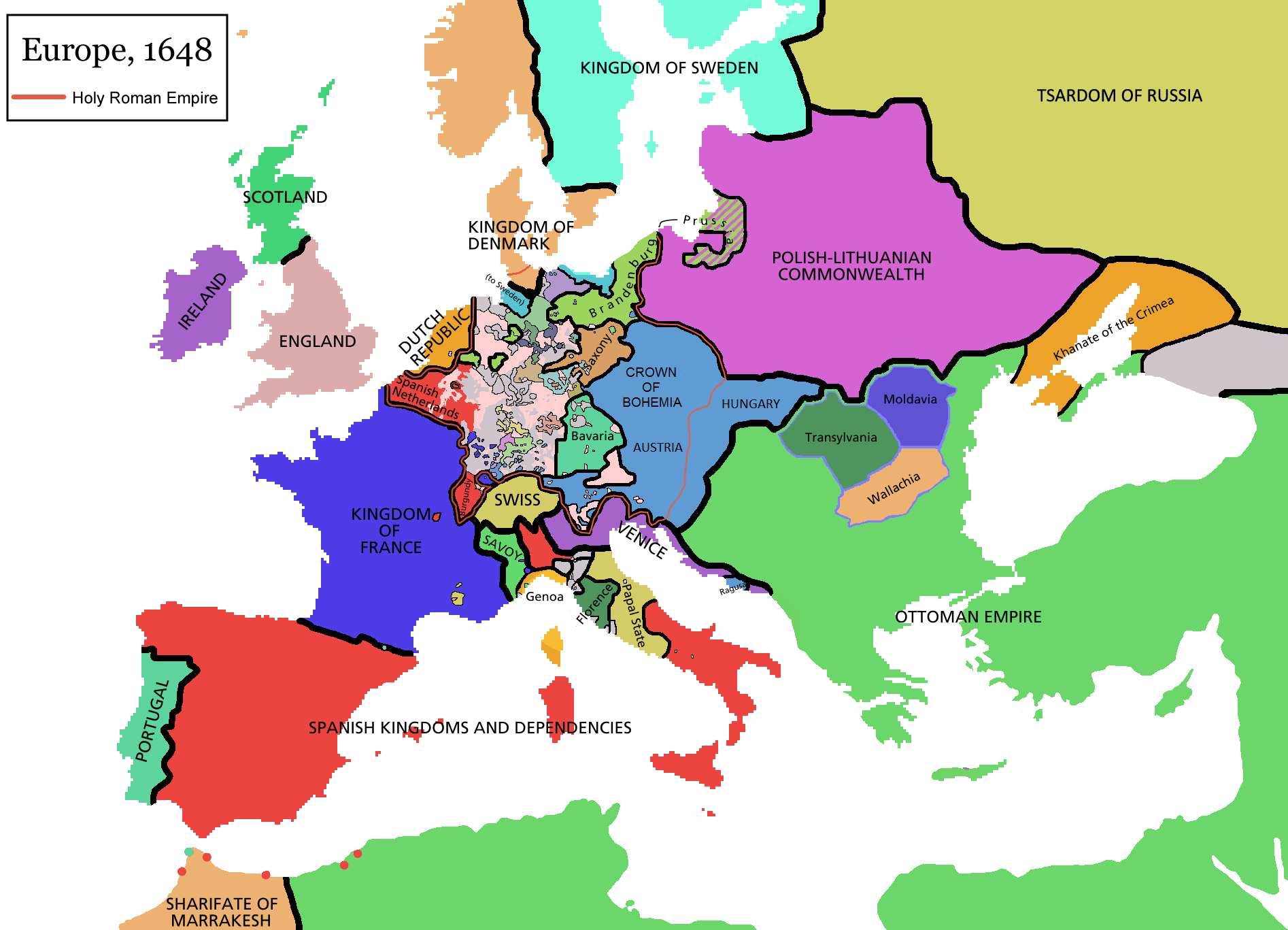
Europa 1648.

## Händelser

### Januari
- 17 januari – Det långa parlamentet i England klubbar ett lagförslag (Vote of No Address) som avbryter förhandlingarna med Kung Karl I och inleder den andra fasen i engelska inbördeskriget.

### Februari
- 28 februari – Vid Kristian IV:s död efterträds han som kung av Danmark och Norge av sin son Fredrik III.

### Mars
- 27 mars – Trots hårt motstånd från familjen Oxenstierna lyckas drottning Kristina få Johan Adler Salvius upptagen i det svenska riksrådet.
- 31 mars – Norrländska tjärkompaniet grundas eftersom man exporterar mycket tjära därifrån.

### April
- 29 april – Per Brahe d.y. blir för andra gången generalguvernör över Finland med Åland och Österbotten.

### Maj
- 7 maj – Svenskarna besegrar kejsarens trupper i slaget vid Zusmarshausen.

### Juni
- 4 juni – Hessiska styrkor besegrar de kejserliga trupperna i slaget vid Wevelinghoven.

### Juli
- 16–19 juli – Svenskarna under general Hans Christoff von Königsmarck intar och plundrar en del av Prag. Krigsbytet består bland annat av Codex argenteus (den gotiska Silverbibeln).

### Augusti
- 20 augusti – Fransmännen besegrar kejsarens trupper i slaget vid Lens.

### Oktober
- 7 oktober – Jordfallet vid Åkerström, en av de värsta naturkatstroferna i Nordens historia inträffar då ett stort jordskred får flera hus att rasa ner i Göta älv vid Intagan, nära bohuslänska Hjärtum.[1]
- 14 oktober – Westfaliska freden sluts och gör slut på trettioåriga kriget. Freden sluts mellan Sverige och kejsaren i Osnabrück och mellan Frankrike och kejsaren i Münster. Sverige blir en erkänd stormakt och erhåller Vorpommern, en del av Hinterpommern, Rügen, Usedom, Wollin, Wismar, Bremen och Verden.
- 31 oktober – Araberna och Portugal skriver på ett fördrag där portugiserna skall bygga en befästning vid Kuriyat, Dibba Al-Hisn, and Matrah, Oman.[2]

### Okänt datum
- Änkedrottning Maria Eleonora av Brandenburg återvänder till Sverige.
- Georg Stiernhielm skriver sin berömda hexameterdikt Hercules om vikten av dygden och plikten.
- Nicodemus Tessin d.ä. ritar en stadsplan för det nya Kalmar.
- Gymnasiet i Härnösand inrättas.
- Den klassiske filologen Isaac Vossius från Nederländerna anländer till Sverige och blir drottning Kristinas bibliotekarie och lärare i grekiska.

## Födda
- 3 oktober – Élisabeth Sophie Chéron, fransk konstnär

## Avlidna
- 28 februari – Kristian IV, kung av Danmark och Norge sedan 1588.
- 20 maj – Vladislav IV, kung av Polen sedan 1632.
- 26 maj – Vincent Voiture, fransk författare.
- 25 augusti – Josef av Calasanz, spansk romersk-katolsk präst, bekännare och ordensgrundare samt helgon.
- 1 september – Marin Mersenne, fransk filosof och matematiker.
- Emerentia Pauli, svensk hjältinna.

### Fotnoter
1. ↑  ”Värmlands brandhistoriska klubb”. Arkiverad från originalet den 12 oktober 2011. https://www.webcitation.org/62NB7kO36?url=http://www.brandhistoriska.org/olyckor_se.html. Läst 25 mars 2011.
2. ↑  ”Colonial Voyage.com”. Arkiverad från originalet den 15 maj 2005. https://web.archive.org/web/20050515205629/http://www.colonialvoyage.com/hormuz.html.